# 卢多维西

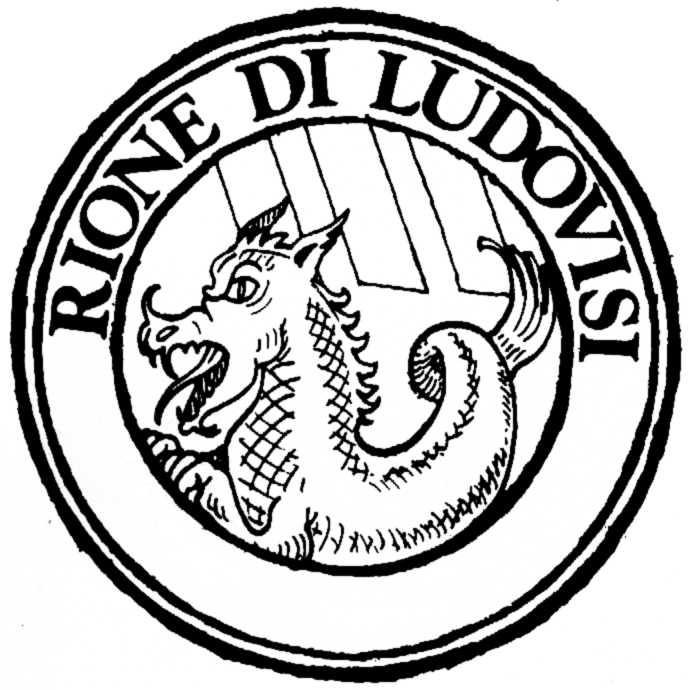
区徽

卢多维西（Ludovisi）是罗马的第十六区，其标志为红色背景上的三条金带和一条金色的龙。这是贵族卢多维西家族的徽章，他们在此拥有美丽的别墅。该别墅和周围的花园，除了少数附属建筑外，均在十九世纪末被毁，建设新区。
卢多维西区最重要的街道是威尼托街。
41°54′26″N 12°29′27″E / 41.907164°N 12.490854°E